# Lavonova aféra
Lavonova aféra byl politický skandál spojený s nevydařenou tajnou izraelskou operací proti Spojeným státům a Velké Británii v létě roku 1954, jejímž cílem bylo vyprovokovat USA k válce proti Egyptu.
Operace s krycím jménem Susannah měla zabránit uzavření britsko-egyptské smlouvy o odchodu britských jednotek z oblasti Suezského průplavu a předání správy nad průplavem do egyptských rukou. Mělo se tak stát pomocí série bombových útoků na britské a americké cíle v Egyptě (kulturní a informační centra, banky, kina, knihovny), které by narušily důvěru mezi Egyptem a Západem. Vina za tyto akce měla být svalena na Muslimské bratrstvo, egyptské komunisty a na „nespecifikované živly“ či „místní nacionalisty“. V nastalém ovzduší nedůvěry by pak britská vláda nestáhla své vojenské jednotky od Suezského průplavu.
Po odhalení akce vypukl skandál známý jako Lavonova aféra. Izraelský ministr zahraničí Pinchas Lavon sice odmítl, že by o této operaci věděl, nakonec však byl nucen odstoupit. Izrael se k operaci Susannah stavěl 50 let odmítavě, v roce 2005 však prezident Moše Kacav udělil žijícím účastníkům oficiální uznání.